# Колычёво (Коломна)
Колычёво — микрорайон города Коломна в Московской области, Россия. Самый крупный из 11 микрорайонов 

## История
В начале 1970-х годов в городе остро встала проблема аварийного, ветхого, а также нехватки нового жилья. Тысячи коломенцев на тот исторический период жили в бараках, подвалах, монастырских кельях, коммунальных квартирах. Требовалось незамедлительное решение назревших проблем. Таким решением стало строительство в 1975 году на высоком левом берегу Оки нового жилого квартала «Колычёво».

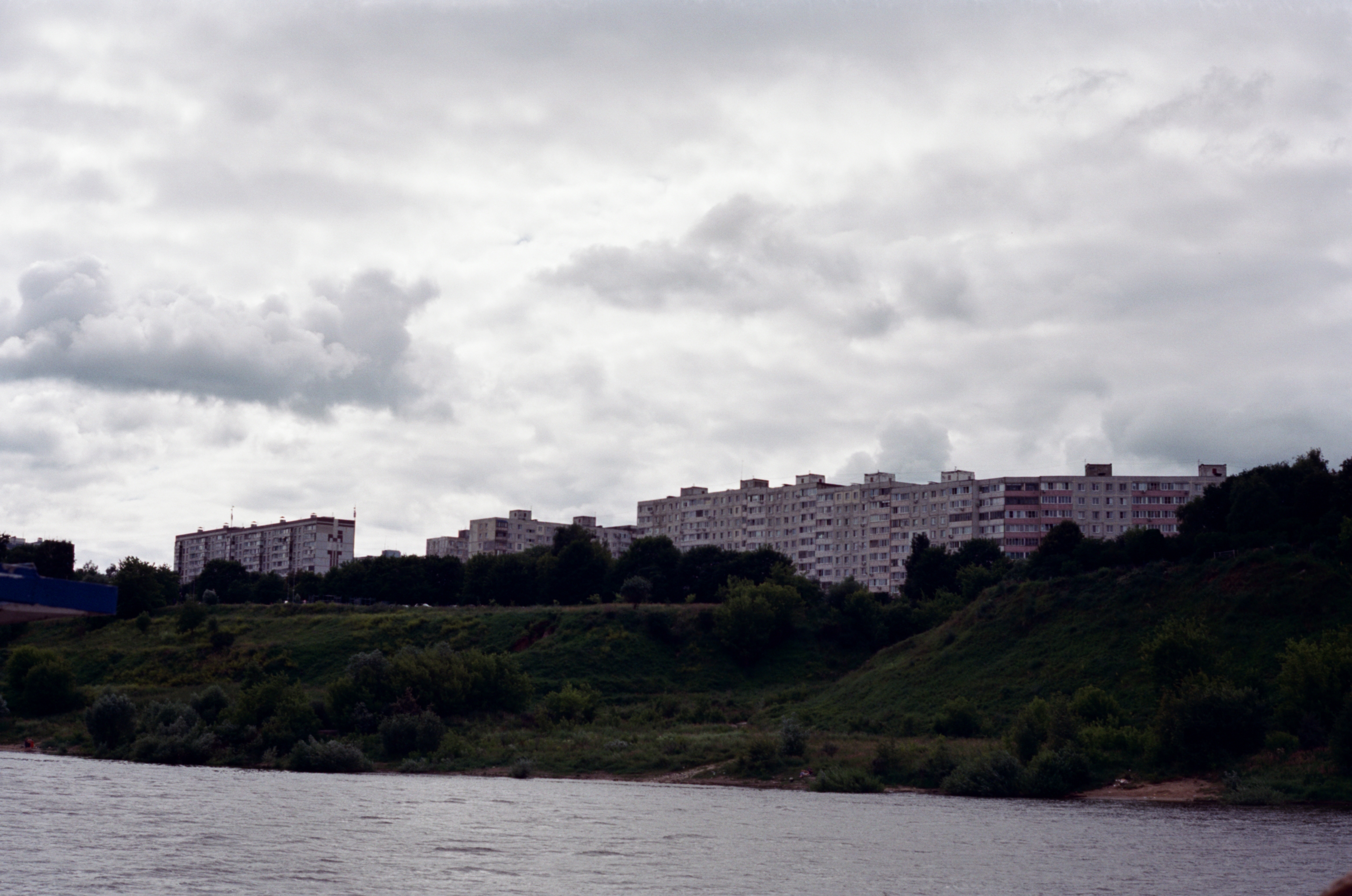
Коломна, вид на район Колычёво с теплохода на реке Оке

## Топоним
Своё название микрорайон получил от названий неподалёку расположенных сёл Большое и Малое Колычёво. Последнее в настоящее время входит в состав Коломны.

## Транспорт

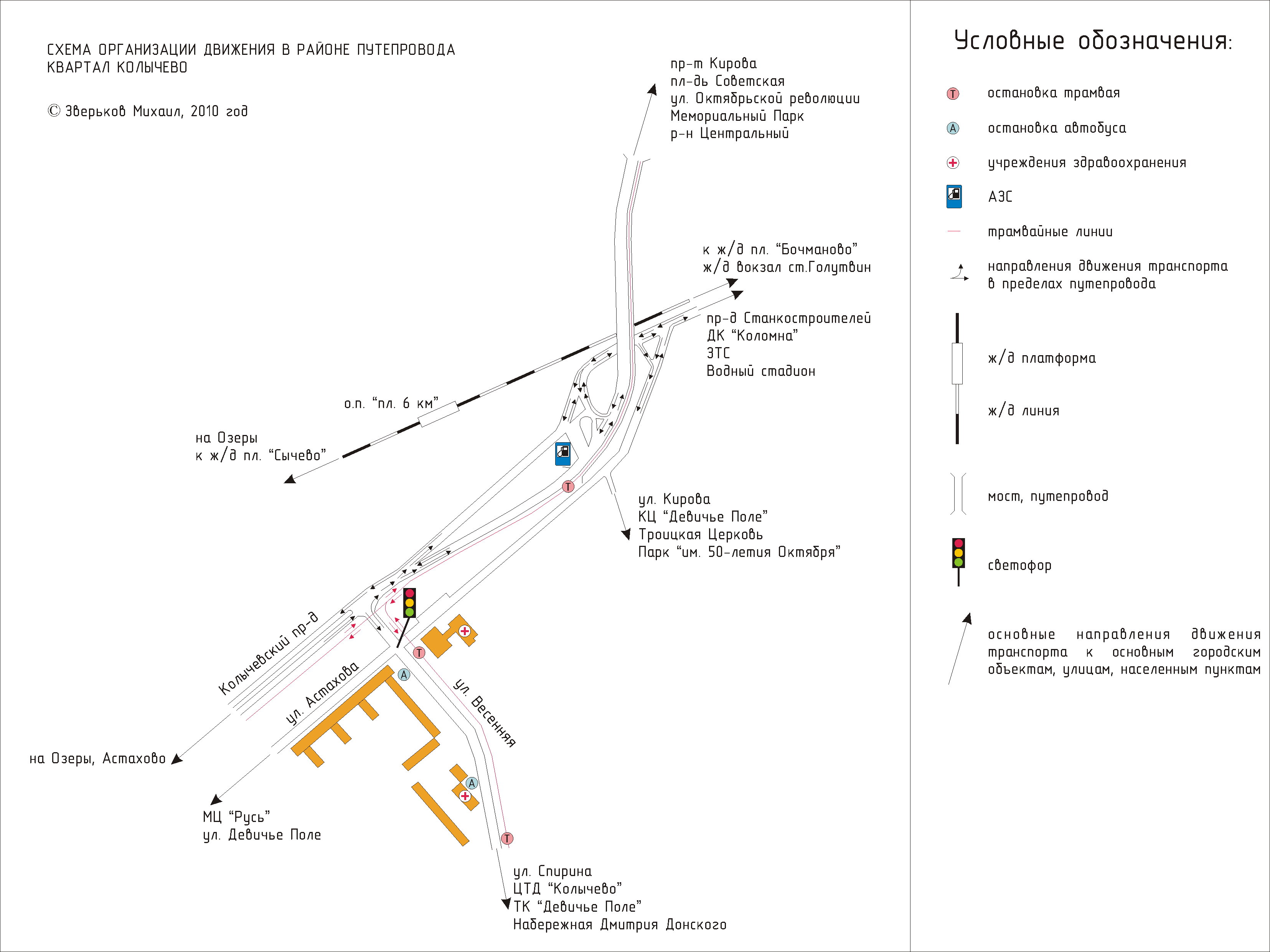
Схема организации движения транспорта в районе путепровода

#### Трамвай
Со строительством нового жилья решалась и транспортная доступность района. В 1986 году в Колычёво по  мосту-путепроводу пошёл трамвай. Одновременно с этим стали строить новую ветку трамвая, идущую в пригород к ж/д платформе «Сычево» и мясокомбинату.
В 2002 году прошли торжественные мероприятия, посвященные празднованию 825-летия города. В преддверии праздника была построена новая линия трамвая, которая прошла по улицам Весенней и Спирина.
Сегодня 4 трамвайных маршрута соединяют Колычёво с другими городскими кварталами. Это маршруты 2, 4, 7 и 10.
В 2010 году принят генеральный план развития городского округа Коломны на период до 2020 года, согласно которому своё дальнейшее развитие в Колычёво получит трамвай. Предполагается строительство новой ветки трамвая по улице Гаврилова в районе будущего 8-го микрорайона. На пустыре близ трамвайной станции «Мясокомбинат» у ж/д платформы «Сычево» будет построено современное трамвайное депо, в которое будет переведено существующее депо из Центрального района на проспекте Кирова. В долгосрочной перспективе будет продлена линия от «Мясокомбината» до новых районов Запруды и Сандыри на севере города.

#### Автобус
Автобусное сообщение организованно «ГУП МО Мострансавто МАП № 2 Автоколонна 1417 г. Коломна». С остальными городскими районами Колычёво связано автобусными маршрутами 4, 7 и 13, а также маршрутными такси 8, 13, 15, 16 и 19.
По району проходят междугородные маршруты автобуса по направлению в населённые пункты Акатьево и Белые Колодези. По абонементу автоколонны 1417 осуществляется посадка на междугородный автобус № 460 по маршруту «Коломна — Москва (Котельники)».

#### Ж/Д Транспорт
По внешней границе района проходит железнодорожная ветка «Голутвин — Озеры», по которой ходят несколько пар поездов в сутки. Перевозки осуществляются ОАО «ЦППК» на поездах типа РА2 и ДПМ.
Посадка на поезд осуществляется с двух платформ, расположенных в Колычёво: «пл. 6 км» и «Сычево».
По генеральному плану города предлагается сооружение подземного перехода в районе ж/д платформы «пл. 6 км», который будет выходить к трамвайной остановке «пос. им. Кирова». Так же в рамках развития скоростного транспорта в Московской области предполагается строительство линии скоростного транспорта в коридоре ж/д ветки «Голутвин — Озеры».

#### Дорожное хозяйство
Сегодня Колычёво — это семь улиц, бульвар и набережная реки Оки. Генеральным планом предусматривается строительство новых и реконструкция старых улиц. Основной объём работ до 2020 года придется на южную часть района, где будет возведен мост через р. Оку, который свяжет Колычёво с районами Ларцевые Поляны и Дубовая Роща.
Ещё один мост через Оку планировалось построить в Колычёво за счёт реконструкции улицы Кирова и продления Набережной Дмитрия Донского до Парка им. 50-летия Октября. Предполагалось, что по этому мосту пройдет автобусный маршрут, который связал бы Колычёво с районами Ларцевые Поляны и Дубовой Рощей. Однако в последней редакции генерального плана этот мост не запланирован.

#### Речной транспорт
Речной трамвай курсирует в выходные дни по маршруту на пригородной линии Бачманово — Притыка протяженностью 24 км. Перевозки осуществляются ОАО «Порт Коломна» на теплоходе «Москва — 108», пассажировместимостью 240 человек. В Колычёво посадка на теплоход осуществляется с пристани «Колычево».

## Образование
В Колычёво образовательную деятельность ведут 3 средних школ: МБОУ СОШ № 15, 16, 17. В планах строительство ещё одной школы в связи с расширением микрорайона.
Работают 7 детских садов, которые посещают дошкольники, а также функционируют 4 городские библиотеки.
На территории школы № 17 работает Центр Детского Творчества «Колычево»
Действуют две автошколы. Работает Коломенская объединённая техническая школа «Мосросто» (ДОСААФ).

## Спорт
В районе построен горнолыжный склон, который функционирует в зимний период, проводятся соревнования.
Ежегодно на берегу Оки на набережной Дмитрия Донского в день Военно-морского флота проводится праздник. На воде проходит показ судов ОАО «Порт Коломна», а также показательные выступления воспитанников спортивных школ по академической гребле и парусному спорту.
В РЭУ «Донской» на улице Весенней действует Атлетический клуб «Евгений Сандров» со своим спортивным залом, оснащенным тренажерами. На улице Девичье Поле работает Детский спортивный клуб «Ровесник». На Набережной Дмитрия Донского имеется Детско-юношеская спортивная школа «Метеор» по горнолыжным видам спорта. На улице Спирина работает «Детско-юношеская школа олимпийского резерва по зимним видам спорта». А также работает спортивный зал в Коломенской объединённой технической школе «Мосросто» (ДОСААФ).
В каждой школе для ребят функционируют спортивные секции и кружки. В 2-м здании 17 школы имеется бассейн.
В ТК «Девичье Поле» работает фитнес-клуб.
Рядом с ТК «Самохвал» функционирует Спортивно-оздоровительный комплекс с фитнес-центром и бассейном.

## Культура
В районе действует МЦ «Русь» с кинотеатром. Работники молодёжного центра устраивают праздники для населения района, организуют выставки и экскурсии.
По улице Кирова функционирует КЦ «Девичье Поле», на базе которого организуются выставки и экскурсии.
На улице Астахова стоит памятник 800-летия Коломны, называемый в народе «пряником». Раньше этот памятник стоял в деловом центре города на площади Советской.
На улице Девичье Поле стоит памятный знак коломенцам, участвовавшим в Афганской войне.
На Набережной Дмитрия Донского стоит памятный знак и поклонный крест в память сбора войск перед Куликовской битвой. Территориально этот памятный знак находится в микрорайоне «Малое Колычево».
На улице Кирова прихожане посещают деревянную Троицкую Церковь, рядом с которой строится каменный храм.
В Парке «им.50-летия Октября» имеется памятный знак о закладке парка.
В 2000 году на въезде в район был установлен знак «Колычево 1975».
В связи с 40-летием микрорайона, на Улице Спирина был установлен памятник «Колычево 40 лет».

## Экономика
В районе имеется ряд крупных предприятий. Это «Коломенский завод ЖБИ», выпускающий продукцию для строительного комплекса города и района.
Кондитерское производство № 3 «Красный Октябрь» выпускает кондитерскую продукцию для московского региона.
Коломенский опытный мясокомбинат, ведущий свою историю с 1862 года, известен далеко за пределами города.
На улице Астахова расположена крупная котельная.
В районе имеется несколько торговых комплексов: ТК «Девичье Поле», ТЦ «Афганский», ТК «Ярмарка», ТК «Самохвал».
Работают торговые сети «Связной», «Евросеть», «Дикси», «Пятёрочка», «Магнит», «Лента», «Дом Фарма», «Да», Чижик, Ярче и др.
В районе автобусной и трамвайной остановок «Завод ЖБИ» работает строительный рынок «Колычевский Двор».
В марте 2017 года открылся ресторан «Бургер Кинг» в районе Завода ЖБИ.